# Kanton Sainte-Luce
Kanton Sainte-Luce (francouzsky Canton de Sainte-Luce) byl francouzský kanton v departementu Martinik v regionu Martinik. Nacházela se v něm pouze obec Sainte-Luce. Zrušen byl v roce 2015.